# Owczari
Owczari (bułg. Овчари) – wieś w Bułgarii, w obwodzie Kyrdżali, w gminie Krumowgrad. W 2024 roku liczyła 279 mieszkańców.